# Bulbophyllum flexuosum
Bulbophyllum flexuosum là một loài phong lan thuộc chi Bulbophyllum.